# Кокс, Стелла
Стелла Кокс (англ. Stella Cox; род. 7 ноября 1990 года в Риме, Италия) — итальянская и британская порноактриса. Лауреат премии XBIZ Award в категории «Лучшая иностранная исполнительница года» (2018).

## Карьера
Родилась в Италии, но позднее переехала в Великобританию.
Начала карьеру в порноиндустрии в возрасте 23 лет в 2013 году со съёмок для британских порностудий. Впервые снялась в сцене анального секса в декабре 2014 года в видео British Girl’s First Anal Sex студии Mofos. Снимается в фильмах со сценами традиционного, лесбийского, межрасового, анального секса и двойного проникновения.
Снимается для таких известных студий как Brazzers, DDF Network, Digital Playground, Evil Angel, Girlfriends Films, Kink, Naughty America, Private и других.
В сентябре 2017 года Стелла была названа эротическим сайтом iStripper «Талантом месяца» (Talent of the Month).
В январе 2018 года была объявлена победительницей XBIZ Award в категории «Лучшая иностранная исполнительница года».
По данным сайта IAFD на май 2019 года, снялась в более чем 280 порнофильмах.
Помимо итальянского, владеет английским и французским; некоторое время учила шведский.

## Награды и номинации
| Год  | Награда                    | Результат | Категория                                                                 | Фильм                                                |
| ---- | -------------------------- | --------- | ------------------------------------------------------------------------- | ---------------------------------------------------- |
| 2014 | UKAP Award                 | Победа    | Новичок года                                                              | н/д                                                  |
| 2015 | Paul Raymond Award         | Победа    | Девушка года по версии Пола Реймонда                                      | н/д                                                  |
| 2016 | AVN Award                  | Номинация | Иностранная исполнительница года                                          | н/д                                                  |
| 2016 | UKAP Award                 | Победа    | Девушка года (выбор поклонников)                                          | н/д                                                  |
| 2017 | AVN Award                  | Номинация | Иностранная исполнительница года                                          | н/д                                                  |
| 2017 | AVN Award                  | Номинация | Лучшая сцена секса в фильме иностранного производства (вместе с Дэнни Ди) | Sherlock: a XXX Parody                               |
| 2017 | DVDerotik Award            | Номинация | Исполнительница года                                                      | н/д                                                  |
| 2017 | Spank Bank Award           | Победа    | Gangbanged Girl of the Year                                               | н/д                                                  |
| 2017 | Spank Bank Award           | Победа    | Imported Enchantress of the Year                                          | н/д                                                  |
| 2017 | Spank Bank Technical Award | Победа    | 0069: Licensed To Kill Dicks                                              | н/д                                                  |
| 2017 | XBIZ Award                 | Номинация | Иностранная исполнительница года                                          | н/д                                                  |
| 2017 | XBIZ Award                 | Номинация | Лучшая актриса — пародийный фильм                                         | Sherlock: a XXX Parody                               |
| 2018 | Fleshbot Award             | Номинация | Лучшая сцена группового секса (вместе с Джеймсом Дином и Маркусом Дюпри)  | Stella Cox Ass And Pussy Punished With Two Big Cocks |
| 2018 | Fleshbot Award             | Номинация | Лучшие сиськи                                                             | н/д                                                  |
| 2018 | Pornhub Award              | Номинация | Все одновременно — лучшая исполнительница двойного проникновения          | н/д                                                  |
| 2018 | SHAFTA Award               | Номинация | Фаворит поклонников Televisionx.com                                       | н/д                                                  |
| 2018 | Spank Bank Award           | Победа    | Facial Cum Target of the Year                                             | н/д                                                  |
| 2018 | Spank Bank Technical Award | Победа    | Sexual Jedi                                                               | н/д                                                  |
| 2018 | XBIZ Award                 | Победа    | Иностранная исполнительница года                                          | н/д                                                  |
| 2018 | XBIZ Europa Award          | Номинация | Исполнительница года                                                      | н/д                                                  |
| 2019 | XBIZ Award                 | Номинация | Иностранная исполнительница года                                          | н/д                                                  |
| 2019 | XBIZ Europa Award          | Номинация | Исполнительница года                                                      | н/д                                                  |

## Избранная фильмография
- 2015 — Amazing Tits 5
- 2015 — Let’s Try Anal 20
- 2016 — Dime Piece
- 2016 — Exquisite Slits
- 2016 — Just Do Her
- 2016 — Mountain Crush
- 2016 — Prison Lesbians 4
- 2017 — Cuckold Lives
- 2017 — Lovers Reunited
- 2017 — Sex, Brits and Rock N’ Roll
- 2017 — Stay With Me
- 2017 — Tits and Oil 3